# Colin barbu
Dendrortyx barbatus
Espèce
Statut de conservation UICN

 VU C2a(i) : Vulnérable
Le Colin barbu (Dendrortyx barbatus) est une espèce d'oiseau galliforme appartenant à la famille des Odontophoridae.

## Répartition
Son aire restreint s'étend de manière dissoute à travers les montagnes de l'Est du Mexique.

## Habitat
Son habitat naturel est les forêts humides de montagne tropicales et subtropicales ainsi que dans les plantations.